# Isamot Kol
Isamot Kol è un personaggio dei fumetti DC Comics, creato dagli scrittori Geoff Johns e Dave Gibbons, e dall'artista Patrick Gleason.  Supereroe extraterrestre originario del pianeta Thanagar, membro della forza di polizia intergalattica nota come il Corpo delle Lanterne Verdi. Comparve per la prima volta in Green Lantern Corps: Recharge n. 1 nel  novembre 2005. Fu chiamato Isamot in onore all'editore Peter Tomasi, del quale "Isamot" è il cognome scritto al contrario.

## Biografia del personaggio
Kol è un Lizarkon, soldato veterano della guerra tra il pianeta Rann e il pianeta Thanagar. Membro dell'Armata Imperiale Thanagariana, Kol stava per essere giustiziato per aver ucciso il proprio comandante, poiché quest'ultimo voleva arrendersi ad uno squadrone di Ranniani. Kol spiegò ad un compagno prigioniero che odiava i codardi, e che, dopo aver ucciso il suo superiore, lui ed il resto della sua squadra sconfissero i ranniani. I suoi compagni soldati tentarono far apparire la morte del comandante come se fosse stato un incidente,  mentre lui, personalmente, avendo fatto della verità il suo principio guida, rifiutò di mentire.
Nel momento esatto in cui stava per essere decapitato, però, venne salvato da un anello del potere, la potente arma offerta ad ogni Lanterna Verde. Il Corpo era in procinto di reclutare 7.200 nuovi membri nello sforzo di ricostituire i ranghi dopo la distruzione avvenuta per mano dell'entità criminale nota come Parallax. Gli anelli permettevano ai loro portatori di evocare, virtualmente, ogni oggetto o forma di energia limitata solo dall'immaginazione e dalla forza di volontà del portatore, e così l'anello, avente al suo interno un computer senziente, liberarò Kol, permettendogli di fuggire. Il suo compagno prigioniero gli chiese di portarlo con sé, ma Kol si rifiutò, affermando che entrambi si erano meritati il proprio destino.
Kol fu portato sul pianeta Oa, casa dei Guardiani dell'Universo, amministratori e controllori del Corpo, responsabili dell'addestramento delle Lanterne Verdi.

### Gilda dei Ragni
A Kol fu dato un distintivo temporaneo e venne affiancato al suo nuovo partner, la nuova recluta Vath Sarn, un Ranniano anche lui reduce di guerra. In contrasto con la disciplina e l'adattabilità di Sarn, Kol vedeva ancora Sarn come un nemico, fomentando con lui un conflitto, fin dalla prima missione alla quale furono assegnati. La missione prevedeva che i due deviassero ogni astronave che stata avvicinandosi alla Stella 38, che, come altre stelle prima di lei, iniziava a mostrare segni di instabilità. Kol si adattò con estrema difficoltà anche ai protocolli del Corpo, discutendo i suoi ordini, e anche minacciando una nave-ospedale Okaarana, sparandogli contro, dopo aver rifiutato di cambiare rotta. La stella, infine, divenne una supernova, e le due reclute tentarono valorosamente di allontanare l'astronave dal buco nero che si era appena formato, invece, vi furono risucchiati. Tutto ciò fu opera della Gilda dei Ragni, che operava dal sistema Vega, un sistema proibito alla giurisdizione delle Lanterne Verdi. Furono poi ritrovati dall'istruttore delle Lanterne Verdi, Kilowog, che, per fare questo, fu costretto a rompere le regole del Corpo.
Ma la Gilda dei Ragni li individuò e li attaccò. I tre furono raggiunti da Guy Gardner e Kyle Rayner, che, per soccorrere la recluta Lanterna Verde Soranik Natu, avevano anche loro infranto le regole del corpo. Sorsanik Natu non voleva essere una Lanterna Verde a causa della connessione della sua razza con Sinestro, un leader che i Korugariani vedevano come un dittatore, e la sua voglia di uscire dal Corpo la faceva apparire come una traditrice agli occhi di Isamot. Nonostante questo ed altri conflitti, le sei Lanterne riuscirono con successo a tornare su Oa. Aiutarono, infine, a respingere l'invasione delle forze della Gilda dei Ragni.

### Problemi Thanagariani
Isamot decise di limitare il suo tempo di servizio come Lanterna Verde, a causa della sua urgenza di accoppiarsi, esigenza che maturò come membro della sua specie. Annunciò che per un po' di tempo avrebbe desiderato servire su Thanaga, vivendo con la sua compagna Qaylyra, un'altra saura.
Sfortunatamente, le forze della cittadella, presunti alleati di Rann, attaccarono Thanagar proprio mentre la compagna di Isamot entrava nel periodo del processo riproduttivo. A quel punto, Isamot doveva scegliere tra il suo partner o la sola possibilità di una famiglia. Scelse il suo partner, ma nel momento in cui tornò, Qaylyra aveva scelto un altro compagno con cui accoppiarsi. Con la fine delle sue urgenze di accoppiamento, Isamot ritornò al servizio a tempo pieno.
Isamot combatté insieme a Sarn durante la guerra contro i Sinestro Corps. Successivamente, fu costretto a tornare su Oa per prendere parte in un'incursione a causa della possibilità della rottura del trattato stipulato nelle profondità dello spazio Okarrano, insieme ad altre Lanterne Verdi. L'atto stesso di essere portato su Oa lo costrinse a distruggere gli ufficiali di polizia volanti di Thanagar, che derisero e insultarono il concetto stesso di "esca" Lanterna Verde. Isamot fu parte della forza di Lanterne Verdi inviate su una Terra devastata dal tempo.

### La notte più profonda
Uno sciame di anelli neri del potere discesero su Oa, tramutando tutti gli onorati defunti nella cripta delle Lanterne Verdi in Lanterne Nere, che prontamente attaccarono le Lanterne vive. Quando Isamot e Varn si ritrovarono sopraffatti dalla folla di morti, furono salvati da un membro della Tribù Indigo.

## Altri media
Isamot Kol è una delle Lanterne Verdi che combattono Sinestro in Lanterna Verde: Prima missione.